# Bernard Lewis
Bernard Lewis (ur. 31 maja 1916 w Londynie, zm. 19 maja 2018 w Voorhees Township) – brytyjski i amerykański historyk, badacz dziejów świata muzułmańskiego.
Był profesorem, a następnie emerytowanym profesorem Uniwersytetu Princeton. Był doradcą republikańskich prezydentów Stanów Zjednoczonych od spraw świata muzułmańskiego.

## Publikacje
- The Origins of Ismailism, 1940
- A Handbook of Diplomatic and Political Arabic, 1947
- The Arabs in History, 1950
- The Emergence of Modern Turkey, 1961
- Istanbul and the Civilisation of the Ottoman Empire, 1963
- The Middle East and the West, 1964
- The Assassins: A Radical Sect in Islam, 1967
- The Cambridge History of Islam (2 vols. 1970, revised 4 vols. 1978, editor with Peter M. Holt and Ann K.S. Lambton)
- Islam in History, 1973
- Islam: From the Prophet Muhammad to the capture of Constantinople, 1974, (editor)
- History – Remembered, Recovered, Invented, 1975
- Race and Color in Islam, 1970, 1971
- Christians and Jews in the Ottoman Empire: The Functioning of a Plural Society (1982, editor with Benjamin Braude)
- The Muslim Discovery of Europe, 1982
- The Jews of Islam, 1984
- Semites and Anti-Semites, 1986
- Islam from the Prophet Muhammad to the Capture of Constantinople, 1987
- The Political Language of Islam, 1988
- Race and Slavery in the Middle East: an Historical Enquiry, 1990
- Islam and the West, 1993
- Islam in History, 1993
- The Shaping of the Modern Middle East, 1994
- Cultures in Conflict, 1994
- The Middle East: A Brief History of the Last 2,000 Years (published in U.K. as The Middle East: 2,000 Years of History from the Rise of Christianity to the Present Day), 1995
- The Future of the Middle East, 1997
- The Multiple Identities of the Middle East, 1998
- A Middle East Mosaic: Fragments of Life, Letters and History, 2000
- Music of a Distant Drum: Classical Arabic, Persian, Turkish, and Hebrew Poems, 2001
- What Went Wrong?: The Clash Between Islam and Modernity in the Middle East, 2001
- The Crisis of Islam: Holy War and Unholy Terror, 2003
- From Babel to Dragomans: Interpreting the Middle East, 2004
- Bernard Lewis – Buntzie Ellis Churchill, Islam: The Religion and the People, 2008
- Faith and Power, 2010

### Publikacje w języku polskim
- Narodziny nowoczesnej Turcji, przeł. Kazimierz Dorosz, przedmowa Jan Reychman, weryf., nota transkr. i koment. nauk. Tadeusz Majda, Warszawa: Państwowe Wydawnictwo Naukowe 1972.
- Arabowie w historii, przeł. Janusz Danecki, Warszawa: Państwowy Instytut Wydawniczy 1995.
- Bliski Wschód, przeł. Konrad Mędrzecki, Warszawa: Prószyński i S-ka 1998.
- Co się właściwie stało? o kontaktach Zachodu ze światem islamu, przeł. Jolanta Kozłowska, Warszawa: „Dialog” 2003.
- Muzułmański Bliski Wschód, przekład Janusz Danecki, wstęp Bronisław Wildstein, Gdańsk: Marabut 2003.